# 마이크로톰

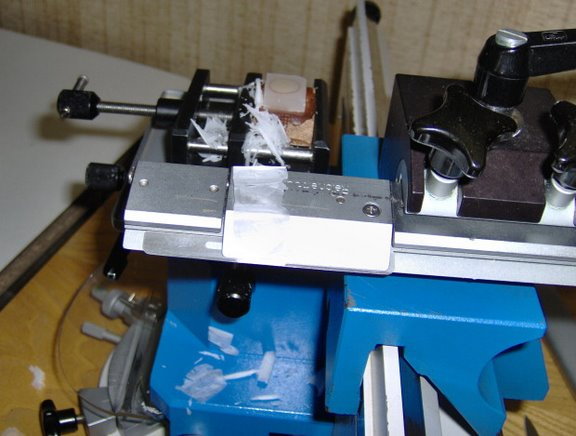

마이크로톰(Microtome)은 과학이나 의학에서 사용되며, 시료를 일정한 두께의 크기로 자르는 기계장치를 말한다.  주로 현미경에 사용되며 강철, 유리, 다이아몬드 칼날을 사용한다.

## 같이 보기
- 조직학
- 현미경